# Štiftarji
Štiftarji so drama Denisa Poniža. Izšla je leta 1987 pri založbi Obzorja.

## Osebe
- Agneza
- Marta
- Ahac
- Tilen

## Vsebina
Zgodba se odvija v štiftarskih časih na poti na Planinsko goro in v romarskem azilu na tej gori, od večera do jutra.
1. dejanje: Agneza v snežnem metežu rine v goro, nora od ljubezni hoče k Ahacu, s katerim je noseča. Na težki poti omaga in v snegu zaspi. Najde jo Tilen, tudi on hoče na goro k štiftarjem, kjer je tudi njegova žena Marta; zvedel je bil, da se je gosposka odločila štiftarje uničiti, rad bi ženo rešil in jo odpeljal domov k umirajočemu otroku. Ko z izčrpano Agnezo mukoma pririne na vrh, ju nezaupljivi Ahac komaj spusti v azil. Do Agneze mu ni več, obnorel je Marto, poln kljubovanja hoče živeti nad blatom in revščino vsakdanjosti. Tudi Marto je navdajala ista želja, priključila se je štiftarjem, se zaljubila v Ahaca; noče se vrniti; poleg tega pričakuje Ahacevega otroka. Ahac skuša Tilna pridobiti za svojo vero, toda Tilen, ki je šele zdaj zvedel, da je žena Ahaceva ljubica, ga z odporom zavrne: Ahac misli, da je luč, pa je v njem tema nevednosti in pokvarjenosti, ni se izognil blatu, prinesel ga je s seboj na goro; z Agnezo, ki je kljub vsemu čista in nedolžna, se bo navsezgodaj vrnil v dolino, štiftarji pa naj sami gledajo, kaj bo z njimi! Toda Agneza se ne more odreči svoji ljubezni, ostala bo in postala štiftarka. Ahac njeno odločitev kljub Martinemu ljubosumnemu besu sprejme: Agnezo čaka preizkušnja - iniciacija, Tilen pa bo prespal v šupi, saj ne sme o njihovih obredih nič vedeti.
2. dejanje: Ahac in Marta obredno bičata Agnezo, da bi se ta osvobodila zemske umazanije, postala čista in naša. Agneza se upre: vodi jo neizmerna ljubezen, na kateri ni nič umazanega, samo zaradi nje je šla na pot! Marta v besu zahteva od Ahaca, naj dekle ubije, on pa zgrabi nož in hoče napol blazen zaklati obe - ena ga ubija s svojo nedolžnostjo, druga ga mami s pohoto in naslado, obeh hkrati ne more imeti... Agneza pokliče na pomoč Tilna, spoznala je, da v Ahacu ni ne svetlobe ne ljubezni, da se je vse podrlo, na vse čaka hudič, od katerega ni mogoče pobegniti... A Ahac Agneze ne pusti stran, ker preveč ve; s Tilnom se spopadeta in Tilen je ranjen v roko. Marta odhiti po druge, da bi Tilna pobili; vendar je hiša prazna, vsi so pobegnili v strahu pred pandurji. Ahac se odloči, da ne bo bežal: nima kam iti, "spodaj" je brezno, obup, brezčasje. Marta, ki se ji je od vsega zmedlo, ostane z njim, ostane tudi Agneza: tukaj je tisto, kar je iskala, tisto, česar ni, pa vendar mora biti. Tilen se sam napoti v dolino, Ahac pa trdno zapahne vrata.